# Монтгомери (округ, Теннесси)
Округ Монтгомери (англ. Montgomery County) располагается в США, в штате Теннесси. По состоянию на 2010 год, численность населения составляла 94 392 человека. Был основан 15 декабря 1818 года. Получил своё название по имени американского военного и политического деятеля Джона Монтгомери.

## География
По данным Бюро переписи США, общая площадь округа равняется 1409 км², из которых 1396 км² — суша, и 13 км², или 0,84 % — это водоёмы.

### Соседние округа
- Крисчен (Кентукки) — север
- Тодд (Кентукки) — северо-восток
- Робертсон (Теннесси) — восток
- Читем (Теннесси) — юго-восток
- Диксон (Теннесси) — юг
- Хьюстон (Теннесси) — юго-запад
- Стьюарт (Теннесси) — запад

## Демография
По данным переписи населения 2000 года в округе проживает 134 768 жителей в составе 48 330 домашних хозяйств и 35 957 семей. Плотность населения составляет 96 человек на км². На территории округа насчитывается 52 167 жилых строений, при плотности застройки 37 строений на км². Расовый состав населения: белые — 73,17 %, афроамериканцы — 19,18 %, коренные американцы (индейцы) — 0,53 %, азиаты — 1,82 %, гавайцы — 0,21 %, представители других рас — 2,18 %, представители двух или более рас — 2,91 %. Испаноязычные составляли 5,16 % населения.
В составе 40,70 % из общего числа домашних хозяйств проживают дети в возрасте до 18 лет, 58,70 % домашних хозяйств представляют собой супружеские пары, проживающие вместе, 12,20 % домашних хозяйств представляют собой одиноких женщин без супруга, 25,60 % домашних хозяйств не имеют отношения к семьям, 20,20 % домашних хозяйств состоят из одного человека, 5,50 % домашних хозяйств состоят из престарелых (65 лет и старше), проживающих в одиночестве. Средний размер домашнего хозяйства составляет 2,70 человека, и средний размер семьи — 3,11 человека.
Возрастной состав округа: 28,40 % — моложе 18 лет, 12,30 % — от 18 до 24, 34,30 % — от 25 до 44, 17,20 % — от 45 до 64, и 7,80 % — от 65 и старше. Средний возраст жителя округа — 30 лет. На каждые 100 женщин приходится 101,20 мужчин. На каждые 100 женщин старше 18 лет приходится 98,80 мужчин.
Средний доход на домохозяйство в округе составлял 38 981 USD, на семью — 43 023 USD. Среднестатистический заработок мужчины составлял 30 696 USD против 22 581 USD для женщины. Доход на душу населения был 17 265 USD. Около 7,90% семей и 10,00% общего населения находились ниже черты бедности, в том числе — 12,70 % молодежи (тех, кому ещё не исполнилось 18 лет) и 10,70 % тех, кому было уже больше 65 лет.